# إعصار هرمين
إعصار هرمين هو أول إعصار يصل إلى اليابسة في ولاية فلوريدا منذ إعصار ويلما في 2005 و أول من بداء في خليج المكسيك منذ الإعصار إنغريد في عام 2013. يعد الاعصار التاسع الاستوائي والثامن من ناحية  أسماء العواصف ورابع إعصار من موسم أعاصير المحيط الأطلسي لعام 2016. تتطور هرمين من موجة استوائية أنتجت أمطار غزيرة في أجزاء من منطقة الكاريبي. بعد تحديده في 29 أغسطس إتجه الإعصار شمالا فوق أجواء جورجيا وبشكل مطرد تسارع ليصل إلى 80 ميلا في الساعة قبل الوصول إلى يابسة ولاية فلوريدا بانهاندل في يوم 2 سبتمبر 2016. ومن ثم ضعفت سرعته إلى درجة وصوله إلى درجة دون تقدير الإعصار الاستوائي قبل أن يغادرة الساحل بالقرب من أوتأوتر بانكس. وتابعت مخلفات الاعصار في جلب الأمطار الغزيرة وتيارات نازكة إلى الساحل الشرقي من الولايات المتحدة، قبل خفض درجات التحذيرات عندما وصل إلى الشرق من جزيرة ديلمارفا.